# Anthepiscopus ribesii
Anthepiscopus ribesii is een vliegensoort uit de familie van de dansvliegen (Empididae). De wetenschappelijke naam van de soort is voor het eerst geldig gepubliceerd in 1891 door Becker.